# Not Safe for Work
Not Safe for Work es una película de suspenso estadounidense de 2014 dirigida por Joe Johnston  y escrita por Simon Boyes y Adam Mason. La película está protagonizada por Max Minghella, JJ Feild, Eloise Mumford y Christian Clemenson . Minghella interpreta a un asistente legal que es testigo de cómo un hombre desconocido (Feild) asesina a un abogado en su lugar de trabajo casi vacío.

## Argumento
John Ferguson, un denunciante de Denning, una importante empresa farmacéutica, se desilusiona por la supuesta falta de medidas tomadas contra la empresa, asesina a varios ejecutivos y se suicida cuando la policía entra al edificio. Tom Miller, un asistente legal asignado al caso Denning, posteriormente pierde confianza en el juicio programado contra Denning, ya que Ferguson fue su testigo estrella. El jefe de Miller critica su idealismo por considerarlo financieramente poco sólido, y cuando Miller escribe un memorando no solicitado sobre un caso no relacionado con la familia criminal Gambizzi, Alan Emmerich, uno de los socios del bufete de abogados, lo despide. Roger, amigo de Miller y compañero asistente legal, inicialmente se compadece de Miller, pero regresa a la oficina para trabajar hasta tarde. Emmerich envía a todos los demás, incluida Anna, la novia de Miller, a casa temprano debido a un problema técnico con el acceso a Internet de la empresa.
Cuando Miller sale del edificio, ve a un hombre de traje dejando un maletín. Luego, un hombre diferente recoge la maleta y entra en un ascensor. Curioso, Miller sigue al hombre del maletín, solo para verlo sacar una pistola del maletín y asesinar a Janine, una abogada. Presa del pánico, Miller se esconde del asesino en el baño, donde descubre el cuerpo de un guardia de seguridad. Cuando alerta a Roger sobre el peligro, Roger se opone al plan de Miller para salvar a Emmerich, ya que Roger no cree que Emmerich haría lo mismo por ellos. De todos modos, Miller le indica a Roger que se comunique con las autoridades mientras intenta encontrar a Emmerich. Antes de que Roger pueda hacer la llamada, el asesino lo encuentra y lo estrangula. Cuando suena el teléfono celular de Miller que se está recargando, el asesino se da cuenta de que quedan más personas en el edificio de las que esperaba.
Miller usa su conocimiento sobre la seguridad del edificio para evadir la captura y finalmente descubre a Emmerich en una oficina con una mujer que Emmerich identifica como Lorraine Gambizzi. Cuando el asesino irrumpe en la habitación, Gambizzi agarra una pistola, pero el asesino puede dispararle primero. Sin darse cuenta de Miller, que se esconde, el asesino le perdona la vida a Emmerich y le ordena que se quede en la oficina. Cuando el asesino se va, Miller supone que el asesino es un sicario de Gambizzi enviado para matar a Lorraine, que iba a testificar contra su marido. Con su muerte, Miller espera que el asesino se vaya. Sin embargo, el asesino intenta entrar a la sala de registros, una bóveda reforzada que Miller y Emmerich utilizan como habitación segura. Usando el teléfono celular recargado de Miller, el asesino lleva a Anna de regreso al edificio y se burla de Miller con este hecho.
El asesino toma a Anna como rehén tan pronto como llega. Miller, sacado de la bóveda, intenta cambiar su tarjeta de acceso por la vida de Anna, pero el asesino incumple el trato e hiere a Emmerich mientras les dispara. Ahora que tiene acceso a los registros, el asesino inicia un incendio, solo para darse cuenta de que Miller lo engañó para que aceptara una tarjeta de acceso falsa. Encerrado en la bóveda mientras los discos arden, se ahoga y cae inconsciente. Miller entra a la habitación para apagar el fuego, tras lo cual se da cuenta de que el asesino se ha recuperado. Mientras el asesino golpea a Miller, Anna lo deja inconsciente con un extintor. Emmerich recupera la pistola del asesino y lo hiere mortalmente. Antes de morir, el asesino le susurra un código a Miller.
Con curiosidad por las últimas palabras del asesino, Miller investiga más a fondo y descubre que Emmerich probablemente apuntó a Roger para asesinarlo debido a su propia denuncia sobre cómo el bufete de abogados tenía la intención de desestimar el caso Denning. Cuando se enfrenta a Emmerich, Emmerich le ruega que destruya las pruebas, ya que Emmerich cree que la compañía farmacéutica es más poderosa y despiadada que cualquier familia criminal. Cuando Miller se niega, Emmerich se suicida. Cuando Miller y Anna abandonan el edificio, el cómplice anterior del asesino, que ahora se revela como un oficial de policía, alerta a sus superiores y un sicario fuera del edificio comunica por radio que tiene confirmación visual de Miller.

## Reparto
- Max Minghella como Thomas Miller
- JJ Feild como asesino
- Eloise Mumford como Anna Newton
- Christian Clemenson como Alan Z. Emmerich
- Tom Gallop como Roger Crawford
- Brandon Keener como Moyers
- Marina Black como Lorraine Gambizzi
- Eme Ikwuakor como cómplice/policía
- Michael Gladis como John Ferguson
- Alejandro Patiño como Fernando
- Molly Hagan como Janine
- Tim Griffin como sicario

## Producción
La película fue anunciada el 1 de febrero de 2012 como un thriller de bajo presupuesto, con Joe Johnston como director.
El 13 de febrero de 2012, se informó que Max Minghella estaba en conversaciones para interpretar al protagonista de la película, con Eloise Mumford en conversaciones para interpretar a su novia. 
El 24 de febrero de 2012 se informó que JJ Feild, Tom Gallop y Christian Clemenson se habían unido al elenco. Feild había trabajado anteriormente con Johnston en Capitán América: El primer vengador . 
La fotografía principal comenzó en marzo de 2012.  La película estaba en postproducción en agosto de 2012. 

## Estreno
El 6 de junio de 2013, se informó que la película pasaría por alto el estreno en cines y, en cambio, se estrenaría en VOD en una fecha no especificada. 
El 3 de febrero de 2014 se lanzó el cartel de la película, junto con la noticia del lanzamiento en DVD de la película el 15 de abril de 2014.  El 23 de febrero de 2014 se estrenó un avance de la película. 
El 27 de febrero de 2014, la presidenta de Universal Studios, Donna Langley, describió la película como "terminada hace mucho tiempo", y dijo que si bien la película no se estrenaría en cines, podría estrenarse en vídeo a pedido. "Creemos que algún día habrá una oportunidad de monetizar esa película en una plataforma de distribución o como un paquete [vendido con otras películas]. Es teórico, pero asumimos que la distribución será más variada". 
La película se estrenó en Estados Unidos en DVD el 9 de mayo de 2014.  El 9 de septiembre de 2014 se anunció que la película se estrenaría digitalmente en octubre de 2014. 

## Recepción
Martin Hafer, de la revista Influx, la calificó con A− y escribió: "Vale la pena, es tremendamente buena y demuestra que no se necesitan megaestrellas ni megapresupuestos para hacer una buena película".